# Madajin al-Kabir
Madajin al-Kabir (arab. مداين الكبير) – wieś w Syrii, w muhafazie Aleppo. W 2004 roku liczyła 183 mieszkańców.